# Huty
Huty (hongrois : Hutti) est un village de Slovaquie situé dans la région de Žilina.

## Histoire
La première mention écrite du village date de 1545.

## Démographie

### Évolution de la population
| Année:               | 1994. | 2004.   | 2014.    | 2024.    |
| -------------------- | ----- | ------- | -------- | -------- |
| Nombre de personnes: | 223   | 229     | 177      | 142      |
| Différence:          |       | +2,69 % | -22,70 % | -19,77 % |

| Année:               | 2023. | 2024.   |
| -------------------- | ----- | ------- |
| Nombre de personnes: | 144   | 142     |
| Différence:          |       | -1,38 % |